# IC 1254
IC 1254 ist eine Balken-Spiralgalaxie vom Hubble-Typ SBb im Sternbild Drache am Nordsternhimmel. Sie ist schätzungsweise 63 Millionen Lichtjahre von der Milchstraße entfernt und hat einen Durchmesser von etwa 40.000 Lichtjahren. Vom Sonnensystem aus entfernt sich die Galaxie mit einer errechneten Radialgeschwindigkeit von näherungsweise 1.200 Kilometern pro Sekunde.
Das Objekt wurde am 18. September 1890 von Edward Swift entdeckt.

## Galaktisches Umfeld

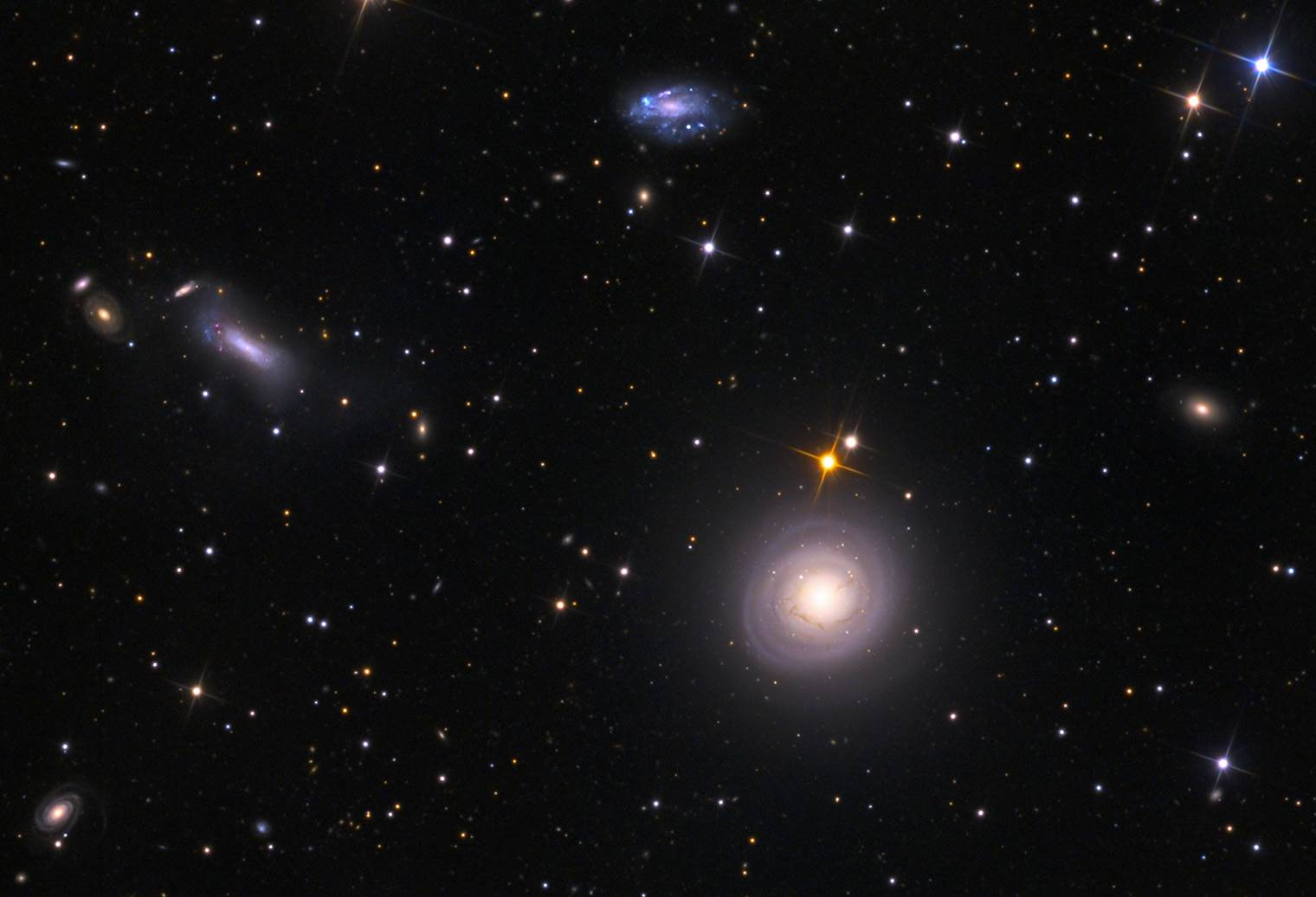
NGC 6340 (m), LEDA 2748953 (lu), IC 1254 (l), IC 1251 (o), LEDA 59705 (r) (Mount-Lemmon-Observatorium)

| Nr. | Galaxie                 | Alternativname          | Rek           | Dek           | Distanz/asec |
| --- | ----------------------- | ----------------------- | ------------- | ------------- | ------------ |
| →   | IC 1254                 | LEDA/PGC 59783          | 17h11m33.41s  | +72d24m07.2s  | 0            |
| 1   | 2MASX J17113906+7225063 | NSA 147792              | 17h11m38.630s | +72d25m05.50s | 64.46        |
| 2   | LEDA/PGC 59847          | 2MASX J17125019+7224133 | 17h12m50.149s | +72d24m13.27s | 348.54       |
| 3   | IC 1251                 | LEDA/PGC 59735          | 17h10m12.899s | +72d24m37.84s | 364.61       |
| 4   | LEDA/PGC 2748953        | 2MASX J17123410+7219483 | 17h12m34.192s | +72d19m48.74s | 378.47       |
| 5   | LEDA/PGC 59839          | 2MASX J17125374+7228314 | 17h12m53.634s | +72d28m31.12s | 449.04       |
| 6   | NGC 6340                | LEDA/PGC 59742          | 17h10m24.845s | +72d18m15.96s | 469.59       |
| 7   | LEDA/PGC 2748918        | 2MASX J17130336+7219285 | 17h13m03.33s  | +72d19m28.5s  | 495.10       |
| 8   | LEDA/PGC 2749002        | 2MASX J17131740+7220156 | 17h13m17.410s | +72d20m15.30s | 527.11       |
| 9   | LEDA/PGC 2750394        | NSA 147798              | 17h11m57.138s | +72d34m55.10s | 656.92       |
| 10  | LEDA/PGC 59705          | NSA 147765              | 17h09m14.702s | +72d18m22.02s | 718.84       |
| 11  | LEDA/PGC 2748308        | 2MASX J17125921+7213294 | 17h12m59.170s | +72d13m29.61s | 748.41       |
| 12  | LEDA/PGC 2750372        | 2MASX J17131350+7234406 | 17h13m13.546s | +72d34m40.85s | 778.39       |
| 13  | LEDA/PGC 2750584        | 2MASX J17124078+7236562 | 17h12m40.699s | +72d36m55.82s | 828.38       |
| 14  | LEDA/PGC 59908          | UGC 10791               | 17h14m38.705s | +72d23m55.03s | 840.71       |
| 15  | LEDA/PGC 2748159        | 2MASX J17094791+7212034 | 17h09m47.986s | +72d12m03.87s | 868.53       |